# 川崎市立新町小学校
川崎市立新町小学校（かわさきしりつ しんちょうしょうがっこう）は、神奈川県川崎市川崎区にある公立小学校。

## 沿革
出典
- 1940年（昭和15年）4月1日 - 川崎市新町尋常小学校として開校。
- 1941年（昭和16年）4月1日 - 国民学校令により、川崎市新町国民学校と改称。
- 1945年（昭和20年）8月13日 - 校庭に爆弾落下。校舎の一部が大破し、2教室が消失。
- 1947年（昭和22年）4月1日 - 学制改革により、川崎市立新町小学校と改称。
- 1957年（昭和32年）12月25日 - 火災により管理室と7教室が消失。
- 1960年（昭和35年）1月30日 - 創立20周年記念式典挙行。校歌を制定し、校旗の調整。
- 1967年（昭和42年）1月6日 - 体育館新築落成。
- 1970年（昭和45年）1月30日 - 創立30周年記念式典挙行。
- 1971年（昭和46年）5月28日 - ブラスバンド編成。
- 1980年（昭和55年）1月21日 - 創立40周年記念式典挙行。
- 1985年（昭和60年）
  - 2月3日 - 新校舎引き渡し式挙行。
  - 2月26日 - 新体育館引き渡し式挙行。
- 1990年（平成2年）10月27日 - 創立50周年記念式典挙行。
- 2000年（平成12年）1月29日 - 創立60周年記念式典挙行。
- 2009年（平成21年）1月23日 - 創立70周年記念式典挙行。
- 2014年（平成26年）5月24日 - 創立75周年記念大運動会開催。
- 2015年（平成27年）11月30日 - 外壁塗装と屋上防水の両工事が完了。
- 2017年（平成29年） - ビオトープ完成。
- 2020年（令和2年）1月25日 - 創立80周年記念式典挙行。

## 教育目標
- ま…毎日元気で あいさつする子
- が…がんばって やくそく守り、やりぬく子
- た…助け合い 思いやるやさしい子
- ま…まじめに進んで学習する子

## 校区
出典
- 小田栄1丁目（全域）
- 渡田3丁目（2番4号～16号・3番～5番・8番～12番・13番4号～15号・14番6号～15号・15番～19番）
- 渡田4丁目（全域）
- 渡田新町1丁目（全域）
- 渡田新町2丁目（全域）
- 渡田新町3丁目（全域）
- 渡田向町（3番3号・3番6号～14号・12番～14番）

## 進学先中学校
出典
- 公立中学校に進学する場合の進学先は、川崎市立渡田中学校となる。

## 交通アクセス
- 臨港バス「川27」系統で、「渡田四丁目」バス停下車後、学校正門まで、
  - 川崎駅前行のりばから、徒歩約200m・約3分。
  - 白石駅前・大川町経由川崎駅前行のりばから、徒歩約205m・約3分。
- JR南武支線川崎新町駅[4]から、徒歩約400m・約6分（学校から駅まで直線距離は約60mと非常に近いが、道路と校門の位置関係で遠回りとなる）。なお、校門のある通り側には、駅出入口は設置されていない。

## 周辺
- JR南武支線川崎新町駅
- 川崎市立渡田中学校 - 主な進学先
- 神奈川県立川崎高等学校 - JR南武支線を挟んだ所に位置する。
- 社会福祉法人寿会新町しほかぜ保育園 - 進学前保育園のひとつ。2016年3月（2015年度）までは、川崎市立保育園だった[5]。
- 川崎市認定保育園クリスチャン・ベビーセンター - 進学前保育園のひとつ